# Szaadai felkelés
A húti felkelés Jemenben, más néven a húti lázadás, szaadai háború vagy szaadai konfliktus vallási alapú katonai konfliktus Jemen északi részén, ami később polgárháborúvá szélesedett ki, melybe Szaúd-Arábia is beavatkozott. 2004 júniusában kezdődtek az összecsapások, mikor a zajdita disszidens Hussein Badreddin al-Houthi vallási elöljáró felkelést robbantott ki a jemeni kormány ellen. A harcok többsége Jemen északi részén, Szaada kormányzóságban zajlott le, de összetűzésekre került sor a közeli Amrán, Dzsauf, és Haddzsa kormányzóságok valamint a Szaúd-Arábiához tartozó Dzsízán tartomány területén is.
A jemeni kormány szerint a hútik megpróbálták őket a hatalomból eltávolítani, hogy aztán a zajditák vallási törvényeit vezethessék be. A felkelők visszautasították, hogy "diszkriminációra és a kormány elleni erőszakra buzdították volna a közösségeiket". A jemeni kormány a felkelés finanszírozásával és irányításával vádolta meg Iránt.
2009 augusztusában a jemeni hadsereg egy újabb támadást indított az északi Szaada kormányzóságban tartózkodó hútik ellen. A harcok miatt több százezren hagyták el otthonukat. A harcok 2009. november 4-én váltak nemzetközivé, mikor az északi felkelők és a szaúdi biztonsági erők között összecsapás történt a két ország közös határszakaszán. Erre válaszul a szaúdiak hútiellenes offenzívát indítottak. A felkelők azzal vádolták a szaúdi kormányt, hogy az ellenük mért csapásokkal a jemeni kormányt támogatják. Ezt a monarchia kormánya visszautasította. A hútik szerint 2009. december 14-én az Amerikai Egyesült Államok is belépett a háborúba, mikor 28 alkalommal légitámadást intézett ellenük.
A konfliktus alatt a jemeni biztonsági erők vezetője Ali Mohsen al-Ahmar volt, aki 2004 és 2011 között irányította az összes kormányzati támadást. Ekkor lemondott a pozícióiról, hogy meg tudja védeni a 2011–2012-es jemeni forradalom alatt tüntetőket.
A hútik Szanaában 2015. január 20-án ragadták magukhoz a hatalmat, mikor megtámadták az elnök rezidenciáját, és elfoglalták az elnöki palotát. Mikor a rezidenciát heves lövéssorozatok érték, Abdrabbuh Mansur Hadi elnök bent tartózkodott a rezidenciájában. Nadia Al-Sakkaf információs miniszter szerint azonban a támadás alatt nem érte sérülés, és a biztonsági szolgálat folyamatosan védte. Miután megbizonyosodtak róla, hogy Hadi épségben kijutott az épületből, a biztonságiak feladták a rezidencia további védelmét.
A kialakuló helyzet miatt összehívták az ENSZ Biztonsági Tanácsának rendkívüli ülését. Pan Gimun, az ENSZ főtitkára aggodalmának adott hangot a romló jemeni helyzet miatt, és mindkét felet a viszály rendezésére szólította fel. Január 22-én Hadi elnök és Haled Bahah miniszterelnök benyújtotta lemondását a parlamentnek, mely azokat nem fogadta el.

## Előzmények
1962-ben Észak-Jemenben forradalom vetett véget a magukat Mohamed próféta leszármazottainak tartó zajdita imámok több mint 1000 éven át tartó uralmának. Az északi Szaada volt a legfontosabb erődítményük, ez bukásuk után gazdaságilag kifejezetten elhanyagolt területté vált, és alulfejlettnek számított az országon belül. A jemeni kormánynak kevés hatalma volt Szaadában.
Az 1994-es polgárháborúban a szomszédos Szaúd-Arábiában lévő, a szunnita iszlám szélsőségesebb ágához tartozó vahhábiták támogatták a kormányt az elszakadni igyekvő déliek leverésében. A zajditák szerint a jemeni kormány túl nagy beleszólást engedett a vahhábitáknak a körülmények alakítása terén. Szaúd-Arábia szerint a zajditák által a közös határhoz túl közel kezdeményezett harcok a nála lévő csoportokat is felbuzdíthatják.
A konfliktust végül is az robbantotta ki, hogy 2004-ben a kormány megpróbálta letartóztatni Hussein Badreddin al-Houthit, a hútik egyik vallási vezetőjét, volt parlamenti képviselőjét. Fejére 55.000 dollár vérdíjat tűztek ki.

## Célok és motivációk
Mikor a jemeni kormány és a hútik között először robbant ki fegyveres konfliktus, Ali Abdullah Saleh, Jemen akkori elnöke azzal vádolta a hútikat és más iszlám pártokat, hogy megpróbálják őt és a kormányát a hatalomból elmozdítani és a köztársasági rendszert megszüntetni. A húti vezetők saját részükről ezeket visszautasították, mondván soha nem kérdőjelezték meg sem a köztársasági berendezkedést, sem az elnök személyét, ők csak a közösségeiket ért kormányzati támadások ellen léptek fel.
A Newsweek egy 2015 februári riportja szerint a hútik "olyan célokért küzdenek, melyekért minden jemeni sóvárog: a kormány számonkérhetősége, a korrupció felszámolása, rendszeres közszolgáltatások, elfogadható üzemanyagárak, munkalehetőségek a jemeni közembereknek és a nyugati befolyás megszüntetése."
A Yemen Timesnak adott egyik interjújában Hussein Al Bukhari, a hútik egyik jó ismerője szerint a hútik olyan köztársasági berendezkedést szeretnének, melyben a nőknek is lenne szavazati joga. Szerinte nem olyan vallási vezetésű ország létrehozatala a cél, mint amilyen az Iráni Iszlám Köztársaságé. „Mi Jemenben nem követhetjük ezt a példát, mert a sáfi doktrínáknak több követője van, mint a zajditának."

## Lefolyása

### 1. szakasz 2004. június–szeptember
2004 júniusában és augusztusában a kormány katonái al-Houthi támogatóival az ország északi részén csaptak össze. Becslések szerint 500-1000 ember esett el a csatában. A jemeni erők szeptember 10-én végeztek Houthival. Utána egyik testvére, Abdul-Malik al-Houthi vette át a csapatok vezetését. A csoport vallási vezetője édesapjuk, Badreddin al-Houthi lett.

### 2. szakasz: 2005. március–május
2005. márciusban és áprilisban a kormány fegyveres katonái és a vallási vezetés támogatói közötti összecsapásokban nagyjából 1500 ember halt meg.
2005. májusban a kormány megtagadta a felkelők feltételeit, melyek szerint letették volna a fegyvert. Ezután a felkelők utasították vissza az Ali Abdullah Saleh elnök által ajánlott elnöki kegyelmet, amit a fegyverletétel esetén nyertek volna el. Kisebb ütközetek ezután is több helyen előfordultak. A kormány 2005. május 21-én közzétett becslései szerint a felkelésnek 552 halottja, 2700 sérültje volt, a gazdaságban pedig 270 millió amerikai dollár kár keletkezett.
2005. május 3-án a jemeni haderők a kormány és a törzsi vezetők közötti megállapodást követően őrizetbe vették a felkelők katonai vezérét, Abdullah al-Ruzamit.

### 3. szakasz: 2005. november – 2006 eleje
A harcok harmadik szakasza 2005 novembere és 2006 eleje között zajlott. Ezalatt a Sheikh Abdullah al-Awjari vezette kormánypárti hadam törzs küzdött meg a hútikat pártoló törzsekkel. A hútik megpróbálták megölni Dhamarban az Igazságügyi Minisztérium egyik tisztviselőjét. A harcok az abban az évben megtartott elnökválasztások előtt véget értek. Március 6-án a kormány több mint 600 fogságban tartott síita fegyverest engedett szabadon. Ezekre a harcokra vonatkozóan nincsenek adatok arról, hányan haltak meg, de lényegesen kevesebben, mint az előző szakaszokban.

### 4. szakasz: 2007. január–június
2007. január 28-án újabb hulláma csapott fel a fegyveres összetűzéseknek, mikor a hadsereg a kormány több helyszínét is megtámadta, miközben 6 embert megöltek és húszat megsebesítettek.
A január 31-i támadásokban további 6 katona halt meg és 10 szerzett sebesüléseket. Február 1-jén a Szaúd-Arábiával közös határ közelében lévő útzárnál 10 katonával végeztek, 20-at pedig megsebesítettek. Bár a felkelők oldaláról nem hoztak nyilvánosságra adatokat a veszteségekre vonatkozóan, a kormányzati források szerint a január 31-i támadás után indított műveletekben három felkelőt megöltek.
Februárban a kormány bejelentette, hogy 3000 katona bevonásával nagyméretű támadást indít a felkelők ellen. Február 19-ig a biztonsági erő 200, a felkelők 100 embere halt meg a harcokban. A következő két hétben újabb 160 felkelővel végeztek. A halottak között volt egy francia tanuló is.
2007. január 17-én tűzszüneti szerződést kötöttek. Ebben a felkelők vállalták, hogy leteszik a fegyvert, és Katarba távoznak száműzetésbe, mivel Katar közvetített a megállapodás létrejöttében. Cserében a kormány beleegyezett a bebörtönzött felkelők szabadon engedésébe, anyagi támogatást nyújt az újjáépítéshez, és segít a belföldön maradt menekültek hazatérésében. Összességében 2007-ben a konfliktusban mintegy 1500 ember halt meg, akik közül 800 a kormány hadseregében harcolt, 600 felkelő volt és 100 polgári áldozat.

### 5. szakasz 2008. március–július
A fegyveres összetűzések 2008 áprilisában ismét felélénkültek, mikor április 29-én a felkelők rajtaütésében 7 jemeni katonát megöltek. Május 2-án egy robbantásban 15 ember meghalt és 55 megsebesült, miközben a pénteki ima után elhagyta Szaadában a Bin Szalman mecsetet. A kormány a felkelőket tette ezért felelőssé, de a hútik visszautasították, hogy közük lenne hozzá. Röviddel később egy éjszakai összetűzésben 3 katona és 4 felkelő vesztette életét.
Május 12-én a Szaúd-Arábiával közös határ közelében vívott csatában 13 katona és 26 felkelő halt meg. A májusi csatákban a kormány oldalán 1000 katona esett el és 3000 szerzett sebesüléseket. A harcok miatt nagyjából 70 000 ember hagyta el az otthonát. Saleh elnök 2008. július 17-én bejelentette, hogy az északi Szaada kormányzóságban a harcok befejeződtek.

### 6. szakasz: 2009. augusztus – 2010. február
Miután a kormány megígérte, hogy vaskézzel bánik majd a lázadókkal, tankokkal és harci repülőgépekkel megerősített jemeni csapatok 2009. augusztus 11-én felperzselt föld néven hadműveletet indítottak a lázadók észak-jemeni állásai ellen. Szeptember 17-én egy menekülttábor elleni támadásban Jemen északi részén több mint 80 ember halt meg.
A hónap későbbi szakaszában vált a konfliktus nemzetközi méretűvé. A határ közeléből a jemeni és a szaúdi erők összecsapásáról érkeztek hírek. A jemeni hivatalnokok a Vörös-tengeren feltartóztattak egy hajót, melyen tankelhárító rakéták és – egyes jelentések szerint – a működésükhöz részletesen értő 5 iráni irányító volt. Erre több hivatalos iráni lap is válaszolt, mondván ez egy politikai hátterű híresztelés, valójában a hajó üzleti úton volt, a fedélzetén pedig egyáltalán nem voltak katonai eszközök. November elején a felkelők azzal vádolták Szaúd-Arábiát, hogy megengedte, hogy Jabal al-Dukhan bázisáról lőhessék őket. A jemeni kormány ezeket az állításokat visszautasította. Október végén a harcokban Razih közelében a hútik elfoglaltak két katonai központot, és megölték a jemeni Amr Ali Mousa Al-Uuzali tábornokot. November elején Ali Salem al-Ameri tábornokot és a regionális biztonsági vezetőt, Ahmed Bawazeirt a hútik szaúdi útjukból hazafelé tartva egy rajtaütésszerű támadásban végezték ki.
A konfliktus kitörése óta először 2009. november 4-én terjedt át a szomszédos Szaúd-Arábiára, mikor a felkelők egy a határon átívelő támadásban lelőttek egy biztonsági tisztviselőt. A felkelők Szaúd-Arábia hegyvidékes régióit foglalták el Jabal al-Dukhan régiójában, ezen felül két falut is megszereztek. Szaúd-Arábia hírügynöksége arról számolt be, hogy a felkelők behatoltak a szaúdi területekre, ahol egy őrposztot megtámadtak, egy másik katona pedig a szintén itt szerzett sebeibe később belehalt. November 5-én a királyság arról adott hírt, hogy légi támadásokat intézett a Jemen északi részén lévő felkelői támaszpontok ellen, csapatait pedig a határhoz közelebbi helyekre összpontosította. Hivatalos álláspontok szerint a légierő csak azokat a felkelőket bombázta, akik átlépték a határt, és már a királyság területén voltak. Ezeket a területeket a jelentés szerint visszaszerezték. Hivatalos adatok szerint a harcokban 40 felkelő esett el. A szaúdi kormány egyik tanácsadója azt mondta, nem született döntés katonák Jemenbe küldéséről, de hozzátette, hogy Rijád most már nem tűri el a felkelők jelenlétét. Szaúd-Arábia támadása a következő napokban is tovább folyt, mikor Dzsízán tartomány déli részét evakuálni kellett. Egy húti szóvivő ugyanakkor arról számolt be, hogy a hútik szaúdi katonákat ejtettek túszul. November 16-án Jemen két húti parancsnokot végzett ki, Abbas Aaidat és Abu Haidert. November 19-én a jemeniek elfoglalták al-Malaheezt és megölték a helyiek vezetőjét, Ali al-Qatwanit.
A húti vezetők szerint az USA december 14-én avatkozott be először a konfliktusba, és 28 légitámadást hajtott végre. Észak-Jemen Amrán, Haddzsa és Szanaa kormányzóságokban a légitámadások során 120 ember meghalt és 44 megsebesült. A hútik szerint a december 18-i légitámadásban 60 polgári lakos halt meg, köztük 28 gyermek. Ezen felül legalább 90-en megsebesültek. Barack Obama, az USA elnöke visszautasította, hogy ő rendelte volna el az al-Káida elleni támadást. December 20-án több polgári lakos a szaúdiak légitámadásában vesztette életét. A hútik szóvivője szerint az északi Szaada kormányzóságban Nadheer városában a szaúdiak támadásában 54 ember halt meg. A csoport szerint szintén Szaada kormányzóságban a szaúdiak előretörtek Zawa városáig, miközben 200 rakétát lőttek ki.
December 22-én a hútik nyilatkozata szerint vissza tudták verni a Szaada kormányzóságba behatolni igyekvő szaúdi seregeket, és a határterületen folyt csatákban közelebbről meg nem határozott számú szaúdit öltek meg.
A jemeni és a szaúdi hadseregek valamint a hútik között zajlott csatákban legalább 119 jemeni katona, 263 húti, 277 helyi és 7 külföldi polgári lakos halt meg. A hivatalosan elismert szaúdi áldozatok száma 82 volt. Az ezt követő csatákban még többen meghaltak, és az eltűntek is holtan kerültek elő, így 2010. január 23-i számok szerint 133 katonát öltek meg, és hivatalosan hatot tartottak nyilván eltűntként.
2010. elején a hútik az iraki Ali al-Sistani nagy ajatollahot kérték fel a köztük és a jemeni kormány közti közvetítésre, hogy minél előbb véget tudjanak vetni a konfliktusnak. A döntést a rijádi Mohammad al-Arifi, a helyi nagymecset előimádkozója kritizálta, aki szerint al-Sistani "egy hitetlenül züllött ember." A szaúdi pap kijelentését a síiták világszerte sértőnek érezték, így több síita-lakta országban – így Irakban, Iránban és Libanonban is – bántalmazásokig fajult a helyzet.
2010. január 3-án a kormány Szaada bevétele érdekében megindította a Fejbevágás hadműveletet. A biztonsági erők nyilatkozatai szerint az elkövetkező két hét csatáiban 34 hútit megöltek, legalább 25-öt letartóztattak, valamint végeztek az al-Káida jemeni vezetőjével, Abdullah al-Mehdarral.
Január 25-én a hútik előterjesztettek egy békejavaslatot, és a szaúdi területeken 46 állomásról kivonultak. Abdul-Malik al-Houthi, a hútik vezetője azt mondta, hogy a további civil áldozatok megakadályozása érdekében abbahagyták a harcokat, és a kivonulás a béke irányába tett gesztus értékű lépés volt a részükről, de figyelmeztetett, hogy amennyiben a szaúdiak továbbra is támadják a pozícióikat, a hútik nem riadnak vissza a nyílt hadviseléstől sem. Egy szaúdi tábornok megerősítette, hogy a hútik abbahagyták a támadásokat és kivonultak a szaúdi területekről, és így a szaúdiak is abbahagyták a harcokat. Azt mondta, "A csata Isten akaratából fejeződött be" A szaúdi király azonban cáfolta a hútik kivonulását, azt mondta, kiszorították őket az országból,és bejelentette, hogy hadserege a csata végére győzelmet aratott a hútik felett. Egyes feltételezések szerint a szaúdiak 29-én újabb támadást indítottak, és ezzel megszegték a tűzszüneti megállapodást.
Január 1-jén a jemeni kormány feltételekhez kötött tűzszünetet ajánlott. Ezek a feltételek a következők voltak: az utak járhatóságának biztonságossá tétele, a hegyi erődítmények feladása, a helyi önkormányzatok kezén lévő épületek teljes elhagyása, minden, a hadsereg és az állami szervek tulajdonában lévő elkobzott vagyon visszaszolgáltatása és minden bebörtönzött civil lakos, valamint katona szabadon bocsátása. Abdul-Malik al-Houthi január 30-án nyilvánosságra hozott videóbeszédében a kormányt hibáztatta a folyamatban lévő harcok miatt, de hozzátette: "Mindazonáltal, immár negyedszer is kijelentem, hogy elfogadjuk a [kormány által kikötött] feltételeit a békének [miután az agresszió véget ér]. A labda most a másik fél térfelén van." A fegyverszünet január 30-i megkötése után még további összecsapások voltak, egyrészt a hútik, másrészt a jemeni és a szaúdi katonák között. Így január 31-én a jemeni kormány visszavonta a fegyverszünetet és újabb, 24 emberéletet követelő támadást indított.

### 2010: konfliktus a kormánypárti törzsekkel
Áprilisban a hútik szóvivője, Mohammed Abdulsalam bejelentette, hogy a felkelők elfoglalták Szaada Manaba kerületét, ahol a kormány csekély ellenállást fejtett ki. A kormány seregei arról számoltak be, hogy 30 húti felkelőt öltek meg, akik megpróbáltak Harf Sufyan körzetbe behatolni.
2010. július 17-én a hútik honlapjukon arra figyelmeztették a kormány újabb támadásra készül ellenük. Azt írták, a kormány Szaada és Szanaa között alagutat ásott, Szerintük a hadsereg megpróbált szolgálatban lévő katonákat összegyűjteni a környező falvakban, az Amshia Bsfian régióban lévő egységek pedig egy erődítményt építettek a Guide hegyen. A riport azután jelent meg, hogy a jemeni kormány a hútikat hibáztatta a 11 ember – köztük két katona – életét követelő etnikai összecsapásokért és két ember elrablásáért. A hútik visszautasították ezeket a vádakat, és szerintük ez a kormány munkálkodása volt.
2010. július 20-án harcok törtek ki Souffian közelében. Egy húti parancsnok bejelentése szerint a harcok azért törtek ki, mert a kormány rátámadt a hútikra és az őket támogató törzsekre. A harcokban a jelentések szerint 45 ember meghalt, köztük 20 húti és 10 törzsi harcos. A hútik bekerítették a területen lévő katonai bázist. A következő napokban tovább folytak a hútik és a kormány, illetve a törzsi csapatok közötti összecsapások. A kormány jelentései szerint a következő két nap mindkét oldalon 20 ember esett el. Egy húti szóvivő ezt cáfolta, és azt mondta, ezekben az összecsapásokban csak három húti veszett oda. Mindkét fél a másikat okolta a harcok kitörése miatt. Az ENSZ mély aggodalmának adott hangot az Észak-Jemenben történtek miatt.
Július 23-án a hútik szóvivője, Vayf-Allah al-Shami azt mondta, a régióba visszatért a béke, és egy kormánybizottság megpróbál közvetíteni a hútik és a Bin Aziz vezette törzsek között, hogy mielőbb megszülethessen a tűzszünet.
Július 27-én a hútik elfoglaltak egy katonai bázist Zaala közelében, Harf Sufyanban, ahol az hadsereg Köztársasági Gárdájának 200 katonája esett fogságba. A törzs beszámolók szerint ők 200 katonával végeztek, míg az ő oldalukon mindössze 30 katona esett el. Abdul Salam, a hútik szóvivője tagadta a halottak nagy számát, szerinte túlbecsülték az áldozatok számát. A hútik szerint ők 17 holttestet tudtak azonosítani, többek között Abu Haidar lázadó parancsnokét.
Július 29-én jóindulatuk jeleként a hútik szabadon engedték a fogságukban lévő 200 katonát. A harcok kitörése óta mintegy 70 ember halt meg.
November 22-én egy út menti bomba felrobbanásakor egy katona meghalt, kettő pedig megsebesült. Másnap Dzsauf kormányzóságban egy síita vallási rendezvényen egy autóba rejtett bomba felrobbanásakor 23 húti és őket támogató vesztette életét, 30 pedig megsebesült. November 26-án két, Badreddin al-Houthi temetésére igyekvő síita gyászoló meghalt, nyolc pedig megsebesült egy mellettük felrobbant, szintén autóba rejtett pokolgép miatt.
Ebben a szakaszban összesen 195-281 ember halt meg, akiknek többsége húti volt.

### 2011: a jemeni forradalom
Január 27-én egy hatalmas tüntetés indult el Szanaában több mint 16.000 résztvevővel. Február 2-án Saleh elnök bejelentette, hogy nem indul a 2013-as választásokon, és nem adja át a hatalmat fiának sem. Február 3-án, Tavakkul Karmán szavaival élve a „düh napján” több mint húszezer ember tüntetett a kormány ellen Szanaában mások pedig Ádenben, Ugyanezen a napon a Népi Általános Kongresszus fegyveres tagjai és mások kormánypárti szimpátiatüntetést tartottak Szanaában.
Február 27-én Abdul Malik al-Houthi bejelentette, hogy támogatja a demokráciáért indított tüntetéseket, és azt, hogy váltsák le a hatalmon lévő rezsimet, ahogy az korábban már Tunéziában és Egyiptomban is megtörtént. A bejelentés után sok húti csatlakozott a demonstrációkhoz Észak-Jemenben.
A húti harcosok március 19-én léptek be Szaadába, amivel az Uthman Mujalli sejk vezette kormánypárti haderőkkel folytatott elhúzódó összecsapások végére tettek pontot. A város feletti ellenőrzést március 24-én szerezték meg, miután lerombolták Mujalli sejk házát és így a kormányzónak el kellett menekülnie. Miután a rendőrség elhagyta az állásait és más katonai táborokba lettek átvezényelve, a hútik a város bejáratánál felállították saját ellenőrző pontjaikat.
Március 26-án a hútik bejelentették, hogy Szaada kormányzóságban megalakítják a saját közigazgatásukat, mely független a jemeni hatóságoktól. Egy volt fegyverkereskedőt neveztek ki a húti területek kormányzójául, az előző kormányzó pedig elhagyta a területet és Szanaába menekült
Július 8-án 23 ember halt meg Dzsauf kormányzóságban a hútik és a velük szemben álló Islah párt között kitört összecsapásban. A harcok azután újultak ki, hogy az ellenzéki törzsek átvették a kormányzó irodája felett az ellenőrzést, Dzsauf addigi irányítójának így el kellett menekülnie, a hútik pedig nem adtak vissza a kormánynak egy olyan katonai támaszpontot, amit hónapokkal korábban foglaltak el. A harcok július 11-ig folytak, mialatt több, mint 30 ember halt meg. A hútik szerint az Islah-párti milicisták egy része kapcsolatban állt az al-Káidával.
Július 28-án a hútik támadást indítottak, hogy megszerezzék Dzsaufban a kormány épületeit, s eközben több, mint 120 embert öltek meg. Az itteni csaták négy hónapig folytak, s ezalatt a szunnita harcosok szerint 470 hútit megöltek, míg az ő oldalukon csak 85 ember esett el. A hútik végül megszerezték a teljes Dzsauf kormányzóságot.
Augusztusban Dzsaufban egy autóba rejtett bomba felrobbanásakor 14 húti halt meg. Bár a hútik rögtön az USA-t és Izraelt hibáztatták a robbanások miatt, azért az al-Káida vállalta a felelősséget, akik az év korábbi részében szent háborút hirdettek a hútik ellen. Novemberben elharapóztak a hútik és a szalafisták közötti harcok Szanaában, aminek a végén az egyik szalafista meghalt.
November 9-én, többnapnyi heves harc után a hútik Haddzsában áttörték az ashir és aahm törzseket védő kormányzati erődítményeket, elfoglalták Kuhlan Ash Sharaf körzetet, és tovább haladtak Midi felé, ahol a kikötők összeköttetést biztosítottak számukra a tengerhez. Haddzsán keresztül támadást indíthattak a főváros, Szanaa ellen. Kuhlan Ash Sharaf bevételével ellenőrzésük alá vonták a Szanaát a tengerrel összekötő autópályát.
November 15-én az Islah párt egyik tagja megpróbálta magát felrobbantani Al Maton körzetben egy fesztivál alatt, de a hútik letartóztatták és kivégezték. Ezután a két fél között ismét kiújultak az összetűzések, melyekben összesen 10 ember vesztette életét.
December 19-én a hútik lerohanták a szunniták egyik iskoláját Amrán kormányzóság Shaharah körzetében. Egy tanár megsérült. Az ott tanulókat és az őket oktatókat azonnal elbocsátották az iskolából. Ezután a hútik erődítménnyé rendezték át az iskolát.
November 23-án Rijádban Saleh aláírta az Öböl Menti Együttműködési Tanács közvetítésével tető alá hozott hatalomátadási megállapodást, mely szerint minden vezetői tisztségét 30 napon belül átadja elnökhelyettesének. Ő pedig 2012 februárjáig elhagyja a posztját. Ezért cserébe ígéretet kapott, hogy nem állítják bíróság elé. Bár az ellenzéki erők közös csoportja elfogadta az így létrejött megállapodást, több tüntető és a hútik több csoportja is elutasította azt.
Az elnökválasztást 2012. február 21-én tartották meg Jemenben. A jelentések szerint a 65%-os részvétel mellett lezajlott választásokon a leadott szavazatok 99,8%-át Abdrabbuh Mansur Hadi szerezte meg, aki 2012. február 25- tette le a parlament előtt az elnöki esküjét. Több hónapnyi tüntetés után végül is Saleh lemondott hatalmáról, amit hivatalosan is átadott utódjának, és így véget ért 13 éves uralkodása.
Szaada kormányzóságban az egy évig tartó összecsapásokban mintegy 200 ember halt meg.

### Saleh után (2012–2015)
2012. február 26-án Haddzsa kormányzóságban heves harcok ki, mikor a hútik megtámadták az Islah párthoz hű szunnita törzsek tagjait. A hojjor törzsnek legalább hét tagja meghalt, kilenc pedig megsebesült, míg Ahem környékén kilenc húti holttesttét találták meg. Jarabi környékén a Moshaba-hegységben a húti tüzérségi támadást indítottak Hazan falu és az ahemi rendőrállomás ellen, hogy ők ellenőrizhessék a Moshaba-hegység egészét. Kushar körzet egyes részei is ostrom alá kerültek, mivel novemberben ellentét alakult ki a zakari törzs és a hútik között. Február elején Kusharban legalább 55 embert öltek meg egy villongásban. Haddzsában februárban és márciusban legalább 36 embert sebesítettek meg felrobbanó taposóaknák. 2011. november és 2012. április között a kormányzóságban legalább 600 ember halt meg a harcokban, legtöbben Kushar és Mustaba körzetekben.
Március 8-án az északi Amránban a útik egy magas rangú parancsnokkal és hat testőrével végeztek.
Március 23-án egy öngyilkos merénylő egy húti menetet akart Szaadában megzavarni. Sérülésekről nem érkeztek hírek. Március 25-én Dzsauf kormányzóság Hazm körzetében egy síita gyűlés közelében egy autóba rejtett pokolgép felrobbanásakor 14-en meghaltak és hárman megsérültek. További 8 húti vesztette életét egy szalafista támadásban április 21-én. Június 2. és 4. között a hútik Kataf körzetben csaptak össze a szalafista harcosokkal, ahol többen életüket vesztették. A hírek szerint a szalafisták három állását is megszerezték, ezen felül pedig szaúdi fegyvereket zsákmányoltak.
Augusztus 21-én, miután a hútik állítólag két nőt lelőttek Haddzsa kormányzóság Ash Shahil körzetében, összecsapások törtek ki a helyi törzsek és a hútik között. Aminek a végén kénytelenek voltak kivonulni Amroor környékéről, és visszahúzódtak a Janeb al-Sham és Janeb al-Yemen közötti hegyvidékes területekre. Állítólag több hegyvidéki területet is az ellenőrzésük alatt tartottak, mint például a Mahabishah, Qafl Shamer és Ku'aydinah körzetekre is rálátást biztosító, a kormányzat egyik helyi központjának számító Azzan hegyet. Augusztus 30-án a két fél végül tűzszünetet kötött. Szeptember 6-án a harcok kiújultak, mikor a hútik öt iskolát, egy egészségügyi központot és egy rendőr őrsöt is megszereztek. A csatában nagyjából 30-an haltak meg. Ezután a hútik azzal vádolták az Islaht, hogy polgári területeket lőttek, míg a Ali al-Ma'amari szerint a hútik megölték az egyik munkást Taizzban.
Az Innocence of Muslims című film megjelenésére válaszul szeptemberben és októberben a hútik több USA.ellenes tüntetést is szerveztek Szanaában. A tüntetés alatt az óvárosban és a síita többségű városrészekben mindenfelé a hútik jelszavai lógtak. Ennek hatására könnyen ki tudták terjeszteni a hatalmukat Szanaa kormányzóságra és más, a főváros közelében fekvő területekre, mint például Khwlan és Sanhan körzetekre valamint Mahvít kormányzóság Shibam Kawkaban városára. Juraf körzetről, a fegyverek egyik nagy raktárhelyéről is a hútik egyik erősségeként beszéltek, A szunniták szerint a hútik fegyverek elrablására használják ki a kialakult tüntetéseket, mely során a Szanaa kormányóság több helyszínéről elvitt fegyvereket a fővárosban, annak is a régi részében halmozták fel.
Amrán kormányóság Raydah körzetében szeptember 21-én az Islah egyik fegyverese megzavarta a hútik egyik nagy tüntetését, melyen az Innocence of Muslim című filmet és az amerikai kormányt kritizálták. Ezután a hútik és az Islah fegyveresei között összetűzés bontakozott ki, melyben két ember meghalt. Ezt követően az Islah párt három tagját foglyul ejtették. A harcok szeptember 23-ig folytatódtak, 16-an meghaltak és 36 Islah-fegyverest elfogtak a hútik. Amikor mindkét harcoló fél megállapodott a tűzszünetben, a hútik kivonultak Raydahból, és szabadon engedték a három Islah-foglyot. Több húti az Owaidan mecsetben maradt.

### 2014–15: A felkelés győzelme
2015. október 18-án a hútik tüntetéssorozatot szerveztek Szanaába az üzemanyagárak emelkedése ellen. Szeptember 21-én elfoglalták Szanaát, aminek következtében Mohammed Basindawa miniszterelnök lemondott pozíciójáról. A hútik a többi politikai párttal együttműködési szerződést írtak alá új egységkormány megalakítása érdekében. A tüntetéseket a hútik és a kormány erői, illetve a hútik és az al-Káida arab-félszigeti csoportjai közti összecsapások jellemezték. A város eleste előtti hetekben a külvárosokban a síita felkelők és a szunnita hadsereg közötti küzdelemben legalább 340 ember halt meg. Az új kormány november 9-én a hútik és az Általános Népi Tanács részvétele nélkül alakult meg.
A húti csoport egyik szóvivője azzal vádolta Hadi elnököt, hogy az ország keleti részén fekvő Marib kormányzóságban az al-Kádiát fegyverekkel látja el, hogy így teremtsen újabb feszültségeket.
A válság tovább mélyült, mikor 2015 januárjában a hútik az elnöki palotát és az államfő magánrezidenciáját is megtámadták, majd gyorsan mindkettőt el is foglalták. Abdrabbuh Mansur Hadi és miniszterei ezután lemondtak. A hútik február 6-án jelentették be, hogy a kormány teljesen az ellenőrzésük alatt áll. Ugyanakkor a parlamentet is feloszlatták, és az ország élén álló Mohammed Ali al-Houthi vezetésével létrehozta a Forradalmi Bizottságot.

### Következmények
Hadi február 21-én szabadult a házi őrizetből, és rögtön Ádenbe ment, ahol visszavonta lemondását. Az előző bejelentésért a hútikat vádolta, és megpróbálta újra megalakítani kormányát. Ádent Jemen második fővárosává nevezte ki.
Miután Hadi eltávolított a hatalomból egy ádeni tábornokot, március 19–én harcok robbantak ki az Ádeni Nemzetközi Repülőtérnél. A menesztett Abdul-Hafez al-Saqqafról sokan gondolták azt, hogy Ali Abdullah Salehhez és a mögötte álló hútikhoz lojális. Másnap négy összehangolt öngyilkos merényletet hajtottak végre Szanaa két mecsetjénél, miközben több száz húti imádkozott a helyszíneken. A Forradalmi Bizottság erre válaszul azonnali „általános mozgósítást” hirdetett, és katonai támadást indítottak Hádi háttérbázisa ellen. Róluk úgy gondolták, hogy kapcsolatban vannak az al-Káidával.
A média a reptéri csata és a hútik déli offenzívája miatt a hatalmat magának tulajdonító két fél összecsapását és annak átterjedését polgárháborúként jellemzi.
Szaúd-Arábia vezetésével a környék több országa „Döntő Vihar Hadművelet” néven katonai beavatkozást indított Jemen ellen. A koalíció Hadi ádeni székhelyű kormányát támogatta, a hútik állásait szárazföldről és tengerről is támadták, valamint légi támadást is indítottak ellenük.

## Állítólagos külföldi részvétel

### Irán és a Hezbollah
Több olyan vélemény is napvilágra jutott, melyek szerint Irán és a Hezbollah a hútik oldalán beavatkozott a háborúba.
- Szaúd-Arábia és Jemen kormánya is azzal vádolta Iránt, hogy támogatta a hútikat. Szerintük Irán a Vörös-tenger partján titkos fegyverraktárakat tartott fenn. 2009 októberében Jemen kormánya azt mondta, haditengerészete elfogott egy iráni hajót, mely fegyvereket szállított. Az állami irányítású újságok szerint Eritreában, a Vörös-tenger túloldalán iráni katonai táborokban hútikat képeztek ki. Ali Abdullah Saleh elnök szerint őket a Hezbollah iráni támogatású libanoni erői készítik fel. A jemeni hatóságok azt is megjegyzik, hogy az egyik 2004-es csatában meghalt Hussein Badreddin al-Houthi, a hútik egyik hosszú ideig hatalmon lévő vezetője gyakran látogatta Komot, a síita iszlám egyik szent helyét.[170] Ezek közül egyik állítást sem támasztották alá független források, az irániak pedig cáfolják ezeket.
- A szaúdi tulajdonú Al Arabiya „jól informált forrásokra” hivatkozva azt állította, hogy Dél-Jemen egykori elnöke, Ali Salim al-Bidh 2009 októberében titkos látogatást tett Libanon fővárosában, Bejrútban, és megpróbált kapcsolatba lépni a Hezbollahhoz közel álló emberekkel. Rajtuk keresztül próbált támogatást szerezni a húti felkelők és a dél-jemeni elszakadás számára. A források szerint ezek a Hezbollahhoz közeli emberek közölték a vendéggel, hogy „a felső vezetőség nem kíván vele találkozni, és nem járulnak hozzá, hogy a Hezbollah neve kapcsolatba kerüljön a Jemenben történő eseményekkel, vagy hogy ők azokat támogatnák.” Ibrahim al-Musawi, a Hezbollah Média Egységének a vezetője az Alarabiya.net-nek úgy nyilatkozott, miszerint pártja visszautasítja az állítólagos titkos találkozóról szóló riportban foglaltakat.[171]
- A Forradalmi Gárda magas rangú vezetői állítólag titokban Jemenben találkoztak a húti felkelőkkel és a Hezbollahhal, hogy együtt irányítsák a határ menti szaúdi állások ellen indított közös támadásokat. A pánarab Asharq Al-Awsat újság arról számolt be, hogy szaúdi és egyiptomi források kiderítették, hogy a háromoldalú tárgyalásokat több titkosszolgálat is lehallgatta, melyben szó volt a szaúdi-jemeni határ mentén történő harcok kiterjesztéséről is. Szerintük a 2009 novemberében sorra került magas rangú találkozó a legfontosabb bizonyíték arra, hogy az irániak részt vettek a húti felkelők pénzügyi, katonai és logisztikai támogatásában.[172]
- Abu Bakr al-Qirbi jemeni külügyminiszter 2009. december 13-án sürgette Iránt, hogy tegyen lépéseket az Észak-Jemenben a húti felkelők támogatásában segítő iráni csoportok leszerelésében. Ezen csoportok létét az iráni kormány visszautasította. Azt mondta: "Vallási (síita) körök és iráni csoportok segítséget nyújtanak a hútiknak.” Ezeket az állításokat Irán azonban folyamatosan visszautasította.[173]
- 2009. május 25-én Irán először küldött hadihajókat az Ádeni-öbölbe, hogy ezekkel segítse a szomáliai kalóztámadások elleni harcot.[174] November 18-án újabb hajócsapat érkezett az öbölbe, ugyanakkor, amikor a szaúdiak blokád alá vették a hútik által ellenőrzött partszakaszt. Így tudták ott biztosítani, hogy a hútik ne kaphassanak fegyverutánpótlást.[174] Irán az 5. hajóflottáját az Ádeni-öbölbe küldte.[175] Egyesek azt állították, hogy az iráni haditengerészet nem azért tevékenykedik ott, hogy a szomáliai kalózok ellen harcoljon, hanem hogy segítsen fegyverekkel ellátni a hútikat és szembeszálljon Szaúd-Arábia flottájával a Vörös-tengeren.[174]

### Arab államok
Szaúd-Arábia vezetésével több ország, így Egyiptom, Jordánia, Szudán és Bahrein hadserege is beavatkozott a jemeni háborúba.

### Amerikai Egyesült Államok
A The New York Times egy 2009 decemberi jelentése szerint az Amerikai Egyesült Államok fegyveres és logisztikai segítséget nyújtott Jemennek az al-Káidának a határain belüli rejtekhelyei felszámolásához. A tisztviselők elmondták, hogy a beavatkozásra a jemeni kormány kérésére, Obama elnök jóváhagyásával került sor.
A húti felkelők vezetése szerint azonban már december 14-én megindultak a támadások, mikor az USA 28 légi rakétát lőtt ki. Az állítólagos amerikai légitámadásban Amrán, Haddzsa és Szaada környékén legalább 120 ember meghalt és 44 megsebesült. A jelentések szerint az egyik húti vezető ezt mondta: "Az USA légiereje tervezett mészárlást hajtott végre jemeni polgárok ellen, mivel szaúdi harci repülők segítségével több lakott terület, piac, menekülttábor és falu ellen indított támadásokat. A kegyetlen támadás megmutatta az USA valódi arcát. Megszegte az amerikaiak által annyira hangoztatott emberi jogok védelmét, a polgárok szabadságát és a demokráciát is." A hútik szerint egy december 18-i támadásban 63 polgári lakos halt meg, köztük 28 gyermek. Ezenfelül legalább 90 ember megsebesült.
2011. június 17-én a pénteki ima után Szaadában több tízezren gyűltek össze, hogy tiltakozzanak az amerikaiak jemeni beavatkozása ellen.
A hútik azzal vádolták az amerikai titkosszolgálatot, hogy 2011 augusztusában olyan bombatámadást hajtottak végre, melyben 14 húti meghalt.

### Más országok
- Jordánia: Egyes források szerint Jordánia seregeket küldött az al-Dukhan-hegy északi oldalán harcoló szaúdi seregek megerősítésére, a szaúdiak pedig a jordán csapatokat küldték el Észak-Jemenbe harcolni.[9] Az állítások szerint 2009 decemberében 2000 jordán katona harcolt a fronton.[11]
- : Egyes források szerint Marokkó több száz fős elit csapatot küldött, hogy támogassa a szaúdiak 2009-2010-es beavatkozásait. A csapatban több felkelésellenes támadások elhárítására kiképzett paramilitáns egység is volt.[11]
- : Pakisztán: Kezdetben olyan hírek jelentek meg, melyek szerint Pakisztán kormánya a Speciális Szolgálati Csoport több egységét Jemenbe küldte, hogy Szaadában segítsen a felkelésellenes műveletekben. A pakisztáni kormány azonban határozottan visszautasította, hogy bármilyen támogatást is nyújtana a háború sújtotta Jemenben a húti felkelők ellen harcoló szaúdi vezetésű beavatkozó csapatoknak. A hivatalos nyilatkozat szerint az ország kormánya a problémák békés megoldását támogatta.[181]

## Humanitárius hatások
Az ENSZ Menekültügyi Főbiztossága 2008. áprilisi jelentése szerint Szaadán belül a válság miatt 77.000, az országban maradt menekült indult útnak. Szaúd-Arábia akkori uralkodója, Abdullah király elrendelte, hogy a menekültek számára 10.000 fős befogadóállomást hozzanak létre.

### Gyerekkatonák
Az UNICEF és az Islamic Relief szerint mind a jemeni kormány, mind a hútik oldalán voltak a katonák soraiban gyerekek, akiket erőszakkal vettek rá az ügyeik támogatására. 2009 novemberében több, mint 400 gyermek tüntetett az UNDP szanaai irodája előtt, hogy tiltakozzanak a jogaikkal való állítólagos húti visszaélések ellen.

## Külső hivatkozások
- Időegyenes: Jemen (BBC) (angol)
- JEMEN: Konfliktus Szaadában, IRIN, 2008. július 24., (angol).